# Talulah Riley
Talulah Riley, właśc. Talulah Jane Riley-Milburn (ur. 26 września 1985 w Hertfordshire) – angielska aktorka i pisarka, która wystąpiła m.in. w filmach Duma i uprzedzenie, Dziewczyny z St. Trinian i serialach Doktor Who i Westworld. Była żona Elona Muska.
W lipcu 2023 zaręczyła się z aktorem Thomasem Brodiem-Sangsterem, a 22 czerwca 2024 roku w kościele św. Jerzego w Anstey para wzięła ślub.

## Filmografia

### Filmy
| Rok  | Tytuł                                        | Rola                   | Uwagi                      |
| ---- | -------------------------------------------- | ---------------------- | -------------------------- |
| 2005 | Duma i uprzedzenie                           | Mary Bennet            |                            |
| 2007 | Dziewczyny z St. Trinian                     | Annabelle Fritton      |                            |
| 2007 | Friends Forever                              | Grace                  | krótkometrażowy            |
| 2009 | Radio na fali                                | Marianne               |                            |
| 2009 | The Summer House                             | Jane                   | krótkometrażowy            |
| 2009 | St Trinian's 2: The Legend of Fritton's Gold | Annabelle Fritton      |                            |
| 2010 | Incepcja                                     | blondynka              |                            |
| 2011 | Sekrety i grzeszki                           | rzeczniczka            |                            |
| 2012 | Węzeł                                        | Alexandra              |                            |
| 2012 | Odmieniec                                    | Ms. Lee                |                            |
| 2013 | The Liability                                | The Girl               |                            |
| 2013 | Własnym głosem                               | Pippa                  |                            |
| 2013 | Thor: Mroczny świat                          | asgardska pielęgniarka |                            |
| 2015 | Perły Szkocji                                | Beth                   | też scenariusz i reżyseria |
| 2015 | The Bad Education Movie                      | Phoebe                 |                            |
| 2016 | Submerged                                    | Jessie                 |                            |
| 2018 | Katyń. Ostatni świadek                       | Jeanette Mitchell      |                            |
| 2020 | Bloodshot                                    | Gina Garrison          |                            |
| 2021 | Święta u Christmasów                         | Vicky Christmas        |                            |

### Telewizja
| Rok        | Tytuł                         | Rola                | Uwagi                                      |
| ---------- | ----------------------------- | ------------------- | ------------------------------------------ |
| 2003       | Poirot                        | młoda Angela Warren | odc. na podst. powieści Pięć małych świnek |
| 2006       | Agatha Christie: Panna Marple | Megan Hunter        | 1 odc.                                     |
| 2007       | Nearly Famous                 | Lila Reed           | gł. rola; 6 odc.                           |
| 2008       | Doktor Who                    | Miss Evangelista    | 2 odc.                                     |
| 2016, 2018 | Westworld                     | Angela              | 12 odc., w gł. obsadzie 2 serii            |
| 2022       | Pistol                        | Vivienne Westwood   | miniserial, 6 odc.                         |